# Anna Holt
Anna Holt är en fiktiv polis, skapad av Leif G.W. Persson.
"Anna Holt" ingår som karaktär i den litterära kontinuitet som används i både Perssons och Jan Guillous individuella romaner samt i deras gemensamma TV-serier som de skrev för Sveriges Television. Anna Holt dyker även upp i Guillous romaner Tjuvarnas marknad, Fienden inom oss och Men inte om det gäller din dotter, som dessutom utspelar sig i samma kontinuitet som Ondskan och böckerna om Coq Rouge (Guillous alter ego Erik Ponti är den gemensamma nämnaren).
Under 2000-talet har Anna Holt medverkat i Perssons romaner Linda - som i Lindamordet, En annan tid, ett annat liv och Faller fritt som i en dröm.
I romanen Den som dödar draken har Holt blivit polismästare i Västerorts polismästardistrikt och har återigen fått kommissarie Evert Bäckström på halsen. Holt är i den sista boken sambo med kommissarie Jan Lewin som hon arbetat tillsammans med i flera av de tidigare böckerna.

## Romaner

### Av Leif G.W. Persson
- 2003 – En annan tid, ett annat liv
- 2005 – Linda - som i Lindamordet
- 2007 – Faller fritt som i en dröm
- 2008 – Den som dödar draken

### Av Jan Guillou
- 2004 – Tjuvarnas marknad
- 2007 – Fienden inom oss
- 2008 – Men inte om det gäller din dotter
- 2022 – Den som dödade helvetets änglar

## TV-serier
Anna Holt är huvudpersonen i tre TV-serier som har visats på SVT. Petra Nielsen gör titelrollen . Kronologiskt sett utspelar sig den första serien, Den vite riddaren efter Anna Holt – Polis. Alla tre serierna gavs ut på DVD 2011.

### Den vite riddaren
Fyra avsnitt visades 1994.

### Anna Holt – Polis
Elva avsnitt visades 1996–1997. 
I rollerna:
- Petra Nielsen - Anna Holt[1]
- Görel Crona - Carina Olsson
- Stig Engström - Bo Jarnebring
- Thomas Hedengran - Berg
- Per Svensson - Borg
- Mikael Persbrandt - Jocke
- Kerstin Magnusson - Petra Meyer
- Johan Wahlström - SÄPO-chefen
- Fredrik Ohlsson - Stålhandske
- Per Grytt - Nord
- Betty Tuvén - fru Hasselfors
- Rolf Eberg - Torgils Hasselfors
- Clas-Göran Turesson - psykiatern
- Carl-Magnus Dellow - grannen
- Anna Norberg - Sanna
- Stefan Larsson - Tommy
- Marianne Hedengrahn - mamma Holt
- Hans Wigren - pappa Holt
- Jens Rogeman - Nicke Holt
- Albin Holmberg - prinsen
- Rebecka Tambakopoulos - Houda Kassen
- Christina Hellman - studierektorn
- Lena Allerstam - reportern
- Kelly Tainton - Daniel Kipchoge
- Regina Lund - Christelle
- Per Morberg - Rico Moreno
- Lars Väringer - Waltin

Statister
Wissam Sarkis,

### Anna Holt
Sex avsnitt visades 1999.
I rollerna:
- Petra Nielsen - Anna Holt
- Catherine Hansson - Carina Olsson
- Carina Jingrot - Linda Martinez
- Stig Engström - Bo Jarnebring
- Peter Andersson - Eric Hammar
- Thomas Hanzon - Gustaf Andersson
- Thomas Hedengran - Åke Berg
- Fransesca Quartey - åklagaren
- Lil Terselius - ordföranden
- Johanna Sällström - Stina Berglund
- Jens Rogeman - Nicke Holt
- Anders Byström - Advokat åt Eric Hammar
- Davy Fjällrud - Bartender
- Rafael Edholm - Bankrånare/dörrvakt Fredrik
- Martin Aliaga - Hamid Farzani
- Özz Nûjen - Said Farzani
- Dag Malmberg - Forsling (polis)
- Tomas Tivemark - polis
- Magnus Krepper - piketpolis
- Sanna Nygren - sjuksköterska
- Tore Persson - kriminaltekniker